# 冷水镇 (石柱县)
冷水镇，是中华人民共和国重庆市石柱土家族自治县下辖的一个乡镇级行政单位。

## 行政区划
冷水镇下辖以下地区：
天河村、八龙村、河源村、太平村和玉龙村。